# 小日向葵
小日向 葵（こひなた あおい、1985年4月21日 - ）は、日本の元AV女優。
東京都出身。血液型:A型。身長:153cm。スリーサイズ:B88(D)・W59・H88。

## 略歴
キャンペーンガールとして活動した後、2006年9月に『現役キャンペーンガールデビュー!!』でAVデビュー。
2007年6月30日に引退。

## 出演作品

### イメージビデオ
- transition （2006年3月17日、マーレ）

### アダルトビデオ
2006年
- 現役キャンペーンガールデビュー!!小日向葵（9月13日、MOODYZ）
- 6本番 小日向葵（10月13日、MOODYZ）
- 無限中出し 小日向葵（11月13日、MOODYZ）

2007年
- 官能小説家の妻 妄想と現実の狭間 小日向葵（3月20日、イーネット・フロンティア）

2007年6月30日に引退、それ以降出演・復帰無し。

### オリジナルビデオ
- 官能小説家の妻 −妄想と現実の狭間− （2007年3月22日、イーネット・フロンティア）

## テレビ番組
- 裸のニュースステーション （2006年8月〜2007年6月、パラダイステレビ） - キャスターとして出演
- 誘惑のマーメイド （MONDO21）